# نقل
نُقل  در فارسی افغانستان  نقول، نقلک گفته میشود ، نوعی شیرینی است؛ که معمولاً به رنگ سفید است که از شیره شکر و چیزهای نظیر دانه‌های معطر هِل، تخم گشنیز یا خِلال بادام و گردو و پسته مانند آن پخته می‌شود. و همچنین با گیاهانی مانند گل رز و گل‌پر و گیاهانی نظیر آنها تزئین و استفاده می‌شود.
امروزه شهر های تولید کننده مشهد ، اصفهان ،چهارمحال بختیاری ، نهاوند  ، ملایر ،تویسرکان و ارومیه هستند .

## موارد استفاده نُقل
نُقل‌ها در اندازه و با طعم‌های متفاوتی تولید می‌شوند و معمولاً به جای قند مورد استفاده قرار می‌گیرند، زیرا علاوه بر دارا بودن طعم و عطر فوق‌العاده، بخصوص در نُقل بیدمشک، نسبت به قند نرم‌تر است. 
در ایران، از زمان‌های خیلی دور نقل سمبل شادی بوده‌ است و بدین خاطر، طبق سُنن قدیمی در مجالس عروسی، روی سر عروس و داماد نُقل می‌ریزند.

## نحوه تهیه نُقل
نُقل در طول تاریخ از عملیات دراژه‌زنی هر نوع خشکبار با روکش شکر حاصل می‌شده‌ است که این امر حدود ۲۵ سال پیش به کمک دستگاه‌های دراژه‌زنی از حالت دستی و سنتی خارج شد و نُقل امروزی در واقع محصول ماشینی نقلی است که سال‌ها پیش با زحمت فراوانی به صورت سنتی تهیه می‌شد. امروزه نقل با طعم‌های متنوع (بهارنارنج، یاس، زعفران،...) و با مغز انواع خشکبار نظیر گردو، بادام درختی و بادام زمینی تولید می‌شود.
برای تهیه انواع نقل از ترکیباتی همچون آب، شکر، کرم تارتار، وانیل، گلاب، انواع مغزها (گردو، خلال بادام، پسته، بادام زمینی)، بیدمشک و تخم‌های گیاهی نظیر شنبلیه استفاده می‌شود. بسته به نوع نقل، برای ایجاد طعم و عطر از گل محمدی، زعفران، وانیل، گلاب غلیظ، زنجبیل، دارچین و تخم شنبلیله استفاده می‌کنند.
شکر سفید مخصوص یا شیره انگور از جمله موادی هستند، که برای شیرین کردن نقل مورد استفاده قرار می‌گیرند، اما از آن جایی که این نوع شیرین‌کننده‌ها سبب خشکی و سفتی نقل می‌شوند، کرم تارتار را به این ترکیب اضافه می‌کنند، تا نقل سفت نشود.
علاوه بر تمام موادی که به عنوان ترکیبات نقل به آنها اشاره شد، در برخی شهر ها مانند مشهد و  ارومیه برای تهیه نقل از عرق بیدمشک نیز استفاده می‌شود، زیرا طعم و عطر فوق‌العاده‌ای به نقل می‌بخشد.